# Liste der Biografien/Golk
Liste der Biografien |
Portal Biografien |
Personensuche
# |
A |
B |
C |
D |
E |
F |
G |
H |
I |
J |
K |
L |
M |
N |
O |
P |
Q |
R |
S |
T |
U |
V |
W |
X |
Y |
Z |
?
 
Ga |
Gb |
Gc |
Gd |
Ge |
Gf |
Gh |
Gi |
Gj |
Gk |
Gl |
Gm |
Gn |
Go |
Gp |
Gq |
Gr |
Gs |
Gu |
Gv |
Gw |
Gy |
Gz
 
Goa |
Gob |
Goc |
God |
Goe |
Gof |
Gog |
Goh |
Goi |
Goj |
Gok |
Gol |
Gom |
Gon |
Goo |
Gop |
Gor |
Gos |
Got |
Gou |
Gov |
Gow |
Goy |
Goz
 
Gola |
Golb |
Golc |
Gold |
Gole |
Golf |
Golg |
Goli |
Golj |
Golk |
Goll |
Golm |
Goln |
Golo |
Golp |
Gols |
Golt |
Golu |
Golv |
Goly |
Golz
Die Liste der Biografien führt alle Personen auf, die in der deutschsprachigen Wikipedia einen Artikel haben. Dieses ist eine Teilliste mit 8 Einträgen von Personen, deren Namen mit den Buchstaben „Golk“ beginnt.

## Golk

### Golka
- Golka, Friedemann W. (1942–2011), deutscher evangelischer Theologe, Alttestamentler, Hochschullehrer
- Golka, James (* 1966), US-amerikanischer Geistlicher, römisch-katholischer Bischof von Colorado Springs
- Golka, Tomasz (* 1975), polnisch-amerikanischer Dirigent und Komponist

### Golke
- Golke, André (* 1964), deutscher Fußballspieler
- Golke, Artur (1886–1938), deutscher Politiker (KPD)
- Golke, Tim (* 1982), deutscher Politiker (Die Linke), MdHB

### Golko
- Gółkowski, Józef (1787–1871), polnischer Verleger und Redakteur in Westpreußen

### Golks
- Golks, Franz Reinhard (* 1953), deutscher Generalmajor